# Garrett Muagututia
Garrett Thomas Muagututia (Oceanside, 26 febbraio 1988) è un pallavolista statunitense, schiacciatore dell'Al-Ahly.

## Carriera

### Club
Figlio dell'ex bobbista olimpionico Faauuga Muagututia, la carriera di Garrett Muagututia inizia nella Francis Parker HS, prima di giocare con la squadra della UC Los Angeles, con la quale compete nella NCAA Division I dal 2007 al 2010. Terminata la carriera universitaria, nella stagione 2010-11 diventa professionista, giocando nel campionato cadetto spagnolo col Guada, aiutando la squadra a raggiungere la promozione nella massima serie e aggiudicandosi la Coppa del Principe. Nella stagione successiva gioca nella Lentopallon Mestaruusliiga finlandese col Raision Loimu.
Nel campionato 2012-13 gioca nella Serie A2 Italiana con l'Impavida Ortona. Nel campionato successivo gioca nella Voleybol 1. Ligi turca col neopromosso Konak, dove tuttavia resta solo fino al mese di dicembre, terminando la stagione nella PlusLiga polacca col Łuczniczka Bydgoszcz, centrando l'obiettivo salvezza. Nel campionato 2014-15 va a giocare nella Chinese Volleyball League col Fujian, mentre nel campionato seguente passa al Tianjin, centrando la promozione in massima serie, tornandola così a disputare nell'annata 2016-17.
Dopo un breve periodo di inattività, nel gennaio 2018 firma con lo Sporting Lisbona, dove disputa la seconda metà dell'annata 2017-18, nella Primeira Divisão portoghese, e si aggiudica lo scudetto. Nuovamente inattivo, torna in campo nel dicembre 2018, questa volta nella Volley League greca per la seconda parte del campionato 2018-19 con il PAOK, con cui vince la coppa nazionale, venendo inoltre premiato come MVP. Nell'ottobre 2019, dopo un periodo di inattività, si trasferisce nella Superlega italiana per disputare il campionato 2019-20 con il BluVolley Verona.
Nell'annata 2020-21 è nuovamente impegnato nella Polska Liga Siatkówki, questa volta difendendo i colori del Warta Zawiercie, mentre in quella seguente è impegnato in Egitto con la formazione dell'Al-Ahly.

### Nazionale
Nell'estate del 2011 fa il suo esordio nella nazionale statunitense, vincendo la medaglia d'argento alla Coppa panamericana, vincendo poi l'oro nell'edizione seguente del torneo. Successivamente conquista la medaglia d'oro alla World League 2014, mentre nel 2019 si aggiudica la medaglia d'argento alla Volleyball Nations League e quella di bronzo alla Coppa del Mondo. Nel 2022 conquista la medaglia d'argento alla Volleyball Nations League, metallo bissato anche nell'edizione successiva, a cui fa seguito la vittoria dell'oro al campionato nordamericano 2023 e alla Coppa del Mondo 2023.
Nel 2024 mette al collo il bronzo ai Giochi della XXXIII Olimpiade.

## Palmarès

### Club
- Campionato portoghese: 1

2017-18
- Coppa di Grecia: 1

2018-19
- Coppa del Principe: 1

2010-11

### Nazionale (competizioni minori)
- Coppa Panamericana 2011
- Coppa Panamericana 2012

### Premi individuali
- 2010 - All-America Second Team
- 2019 - Coppa di Grecia: MVP